# Марфин, Анатолий Иванович
Анатолий Иванович Марфин — командир отделения пулемётной роты 735-го стрелкового полка (166-я стрелковая дивизия, 6-я гвардейская армия, 2-й Прибалтийский фронт), сержант.

## Биография
Анатолий Иванович Марфин родился в рабочей семье в селе Лух Лухской волости Юрьевецкого уезда Иваново-Вознесенской губернии (в настоящее время Лухский район Ивановской области). В 1939 году окончил 6 классов школы, в 1942 году ремесленное училище в городе Шуя.
6 ноября 1943 года Лухским райвоенкоматом Ивановской области был призван в ряды Красной армии. На фронтах Великой Отечественной войны с 20 декабря 1944 года. 27 декабря 1943 года был ранен.
Пулемётчик Марфин 2 августа 1944 года в бою у высоты 180,1, (район населённого пункта Брамани) ведя активный огонь по солдатам и огневым средствам противника, огнём пулемёта уничтожил расчёт пулемёта противника. При отражении контратаки противника, Марфин огнём пулемёта при жал к земле цепи солдат противника и дал возможность роте отбросить противника на исходные позиции. Приказом по 166-й стрелковой дивизии от 5 сентября 1944 года он был награждён орденом Славы 3-й степени.
При прорыве сильно укреплённой линии обороны противника на подступах к важному опорному узлу городу Бауска 14 сентября 1944 года рядовой Марфин вёл активный пулемётный огонь по пехоте противника, обеспечивая продвижение стрелковым подразделениям.

При форсировании реки Мемеле, первым преодолев водный рубеж, вёл беспрерывный огонь по солдатам противника, расширяя плацдарм на противоположном берегу реки для беспрепятственной переправы стрелковым подразделениям. Приказом по 6-й гвардейской армии от 31 октября 1944 года он был награждён орденом Славы 2-й степени.
Приказом по 735-у стрелковому полку от 13 ноября 1944 года за мужество и героизм в боях с немецко-фашистскими захватчиками и за умелый и точный огонь по огневым точкам противника в бою за деревню Гужи рядовой Марфин был награждён медалью «За отвагу».
В бою по ликвидации укреплённого узла обороны противника 27 февраля 1945 года в районе города Приекуле в Латвии сержант Марфин, действуя в условиях ночного времени, умело поддерживал боевые порядки наступающей пехоты, способствуя успеху в захвате выгодных позиций.

При отражении контратаки противника Марфин не оставил своего рубежа обороны, расстреливая в упор солдат противника. В этом бою им уничтожено около 10 солдат и офицеров противника. Указом Президиума Верховного Совета СССР от 29 июня 1945 года он был награждён орденом Славы 1-й степени.
После окончания войны сержант Марфин был направлен на Дальний Восток, где принял участие в разгроме японских войск на Сахалине в августе 1945 года. В дальнейшем проходил сверхсрочную службу в рядах Советской армии.
Старший сержант Марфин был демобилизован в 1953 году. Жил в посёлке Южный, городского округа Барнаула. Работал электриком на предприятии «Химволокно», в профилактории завода.
В 1985 году в ознаменование 40-летия Победы он был награждён орденом Отечественной войны 1-й степени.
Скончался Анатолий Иванович Марфин 16 июля 1985 года.